# Scott Cramer
 (signalé en mai 2025).
Si vous disposez d'ouvrages ou d'articles de référence ou si vous connaissez des sites web de qualité traitant du thème abordé ici, merci de compléter l'article en donnant les références utiles à sa vérifiabilité et en les liant à la section « Notes et références ».
- Archive Wikiwix
- Bing
- Cairn
- DuckDuckGo
- E. Universalis
- Gallica
- Google
- G. Books
- G. News
- G. Scholar
- Persée
- Qwant
- (zh) Baidu
- (ru) Yandex
- (wd) trouver des œuvres sur Wikidata

Pour les articles homonymes, voir Cramer.
Scott Cramer, né le 18 août 1958 à Rochester (État de New York), est un patineur artistique américain, double vice-champion des États-Unis en 1977 et 1979.

## Biographie

### Carrière sportive
Scott Cramer est entraîné par Pieter Kollen et Albert Edmondsest. Il double-champion des États-Unis en 1977 et 1979 derrière Charles Tickner ; il n'a jamais remporté le titre national.
Il représente son pays à deux mondiaux (1977 à Tokyo et 1979 à Vienne).
Il quitte le patinage amateur après les championnats américains de janvier 1980, à l'âge de 21 ans.

### Reconversion
Après avoir quitté la compétition sportive amateur, Scott Cramer remporte l'or aux championnats du monde professionnels de 1980 à Jaca en Espagne, et aux championnats professionnels américains de 1981 à Philadelphie.
Il poursuit une carrière en chiropractie. Après avoir obtenu avec un diplôme en physiologie sportive à l'Université de Californie du Sud, Scott Cramer obtient son doctorat en chiropratie après huit ans d'études supérieures. Il a ensuite étudié quatre années supplémentaires pour devenir orthopédiste chiropratique certifié. Il se spécialise également en acupuncture après une formation rigoureuse.

### Famille
Scott Cramer a un fils et deux filles avec son ex-femme Joanie Kuhn et un fils avec son épouse actuelle, Jaden Cramer.

## Palmarès
| Compétitions principales    | 1974    | 1975    | 1976    | 1977    | 1978    | 1979    | 1980    |  |  |  |  |  |  |  |
| Jeux olympiques d'hiver     |         |         |         |         |         |         |         |  |  |  |  |  |  |  |
| Championnats du monde       |         |         |         | 9e      |         | 5e      |         |  |  |  |  |  |  |  |
| Championnats des États-Unis | 6e      | 7e      | 3e      | 2e      | 4e      | 2e      | 4e      |  |  |  |  |  |  |  |
|                             |         |         |         |         |         |         |         |  |  |  |  |  |  |  |
| Autres Compétitions         | 1973/74 | 1974/75 | 1975/76 | 1976/77 | 1977/78 | 1978/79 | 1979/80 |  |  |  |  |  |  |  |
| Skate America               |         |         |         |         |         |         | 2e      |  |  |  |  |  |  |  |
| Skate Canada                |         |         |         |         | 3e      |         |         |  |  |  |  |  |  |  |
|                             |         |         |         |         |         |         |         |  |  |  |  |  |  |  |